# George Washington Crile
George Washington Crile (né le 11 novembre 1864 à Chili (Ohio), mort le 7 janvier 1943 à Cleveland) est un chirurgien américain. Il est reconnu comme étant le premier chirurgien à avoir réussi une transfusion sanguine.

## Biographie
Il enseigne à l'Université Case Western Reserve. Pendant la Première Guerre mondiale, il est à Neuilly en 1915 puis au Base Hospital 4 à Rouen en 1917. Il est un des fondateurs de la clinique de Cleveland en 1921. C'est un grand chirurgien membre de l'Académie royale de médecine de Belgique 

## Publications
- Surgical Shock, 1897
- On the Blood Pressure in Surgery, 1903
- Hemorrhage and Transfusion, 1909
- Surgical Anemia and Resuscitation, 1914
- The Origin and Nature of the Emotions, 1915
- Man an Adaptive Mechanism, 1916
- A Mechanistic View of War and Peace, 1917
- The Fallacy of the German State Philosophy, 1918
- The Surgical Treatment of Hypertension, 1938